# Paula Mollenhauer
Paula Mollenhauer (Alemania, 22 de diciembre de 1908-7 de julio de 1988) fue una atleta alemana, especialista en la prueba de lanzamiento de disco en la que llegó a ser medallista de bronce olímpica en 1936.

## Carrera deportiva
En los JJ. OO. de Berlín 1936 ganó la medalla de bronce en el lanzamiento de disco, llegando hasta los 39.80 metros, siendo superada por su compatriota alemana Gisela Mauermayer (oro con 47.63 m) y la polaca Jadwiga Wajsówna (plata con 46.22 metros).